# Ramón Fonst
Ramón Fonst Segundo (Havana, 31 de julho de 1883 – 9 de setembro de 1959) foi um esgrimista cubano, tetra campeão olímpico, É o grande nome da esgrime de Cuba.
Ramón Fonst representou seu país nos Jogos Olímpicos de Verão de 1900, 1904 e 1924. Conseguiu a medalha de ouro no florete e na espada duas vezes.